# Rintje Ritsma
Robert Rintje Ritsma (Lemmer, 13 april 1970) - bijnaam De Beer van Lemmer - is een Nederlands voormalig langebaanschaatser. Hij werd vier keer wereldkampioen allround, in 1995, 1996, 1999 en 2001. Ook werd hij zesmaal Europees kampioen. Op de Olympische Winterspelen van 1994, 1998 en 2006 won hij in totaal twee zilveren en vier bronzen medailles.

## Carrière
Ritsma's landelijke bekendheid als langebaanschaatser startte in de zomer van 1990. Leen Pfrommer, coach van de KNSB-Kernploeg, had één plek over en moest kiezen tussen Cor-Jan Smulders en Ritsma. Hij koos voor de ijver van de Lemster. In de seizoenen 1992 en 1993 eindigt Ritsma op de grote allround-toernooien nog achter Falko Zandstra en Johann Olav Koss, maar in januari 1994 breekt Ritsma definitief door met de Europese allround-titel in Hamar, een wereldrecord op de 1500 meter en de eerste positie op de Adelskalender. Voor de Olympische Winterspelen van 1994 probeerde hij met aerohoezen op de 5000 meter de aanval op Koss in te zetten. Tot en met 2003 heeft hij om de podiumplekken op de allroundtoernooien weten mee te doen. In de zomer van dat jaar brak hij zijn kuitbeen tijdens het kitesurfen. In het anderhalf jaar dat volgde werkte hij aan zijn comeback. In 2006 behaalde hij een bronzen olympische medaille bij het onderdeel ploegenachtervolging.

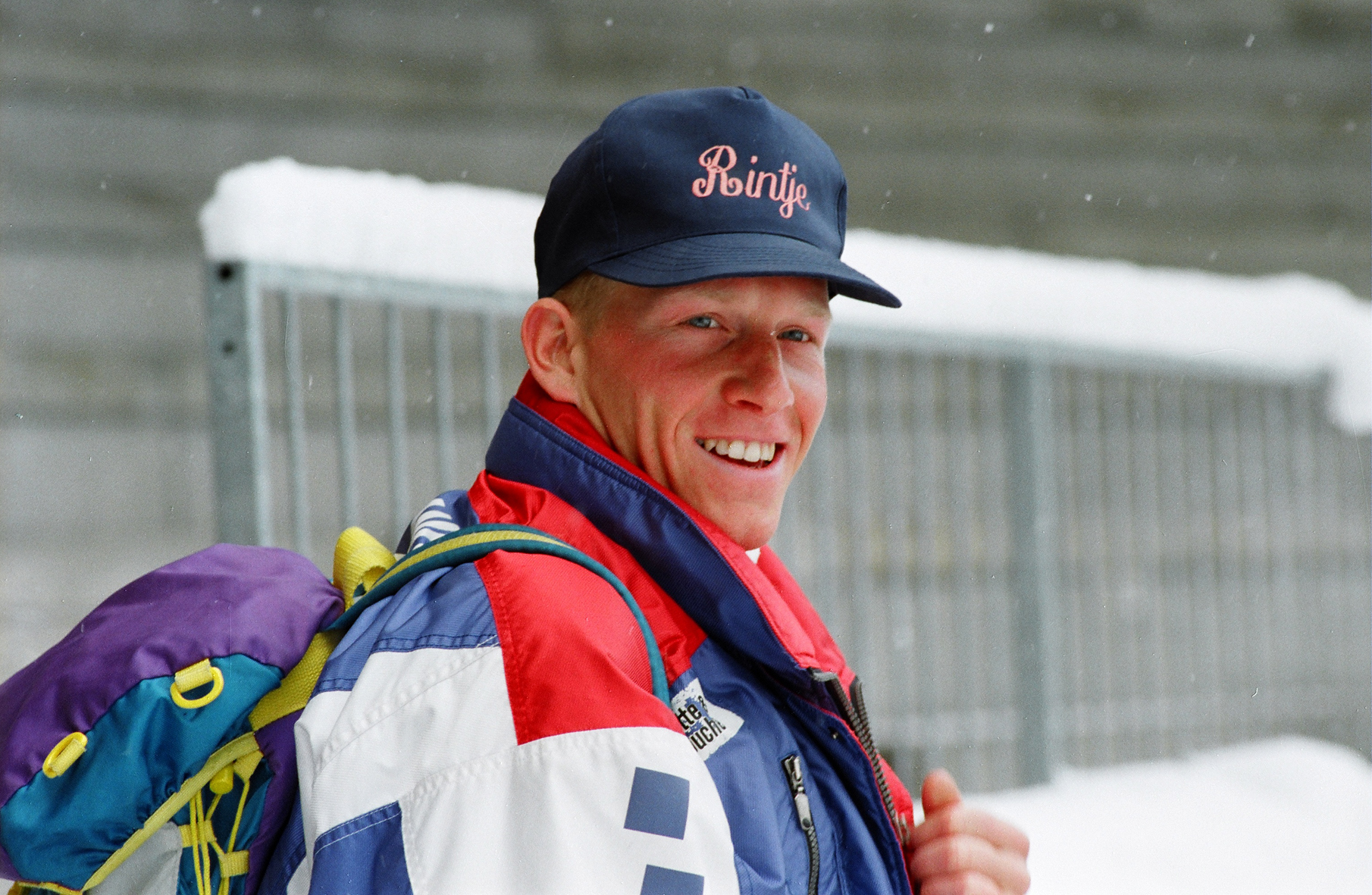
De jonge Ritsma

Ritsma werd vier keer wereldkampioen allround, in 1995, 1996, 1999 en 2001. Ook werd hij maar liefst zesmaal Europees kampioen allround, waarmee hij tot 2015 samen met Sven Kramer recordhouder was. In 2015 verbeterde Kramer dit recordaantal door er een zevende titel aan toe te voegen. Bij de Olympische Winterspelen van 1994, 1998 en 2006 won hij twee zilveren en vier bronzen medailles.
Ritsma zat in de adviescommissie Schenk die in opdracht van de KNSB een nieuwe topsportstructuur voor het Nederlandse schaatsen bedacht. Bij zijn afscheid als professioneel schaatser, in januari 2009, stond Ritsma op de 19e positie in de Adelskalender, een ranglijst van de beste schaatsers aller tijden.

### Zelfstandig

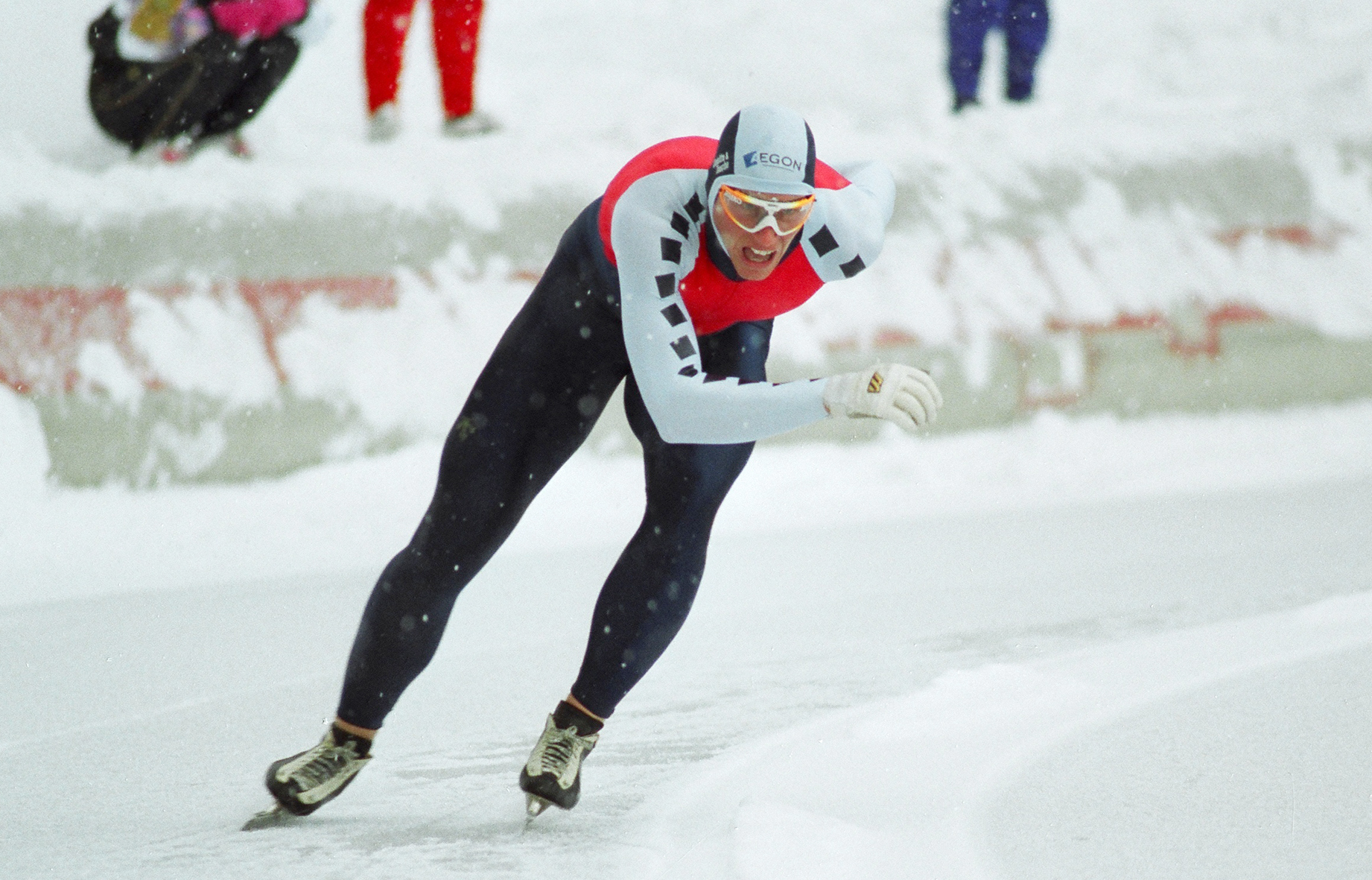
Ritsma tijdens een wedstrijd

In 1995 verliet Ritsma als eerste de kernploeg van de KNSB voor een eigen gesponsorde schaatsploeg: Sanex (vanaf april 2000 onder de naam TVM). Ritsma wilde betere topsportfacaliteiten door middel van een commercieel schaatsteam. Hiermee legde hij een basis voor de schaatssport zoals die tegenwoordig wordt bedreven. Bij zijn laatste allroundtitel, het WK Allround van 2001 in Boedapest, plaatste hij zich ternauwernood via een kwalificatiewedstrijd ten koste van Gianni Romme. Hij maakte lange tijd deel uit van het TVM-schaatsteam, samen met onder anderen Gerard van Velde en Renate Groenewold, maar brak met deze ploeg in het voorjaar van 2005.

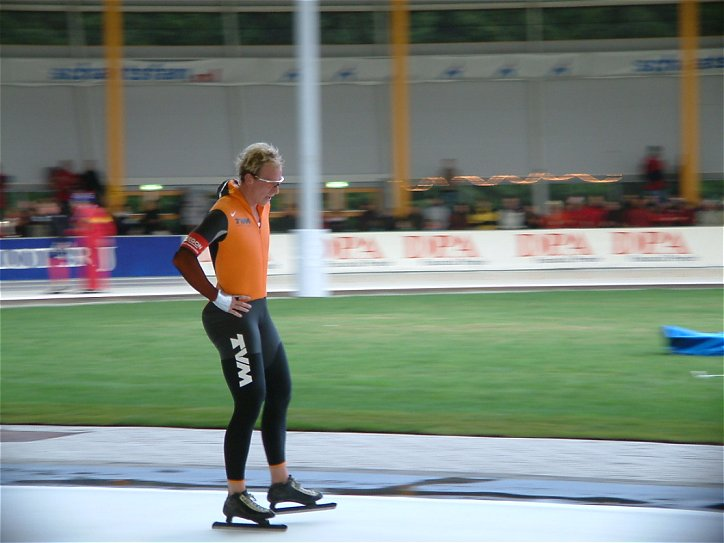
Ritsma tijdens het NK Allround 2004.

Na het winnen van de Gruno Bokaal besloot Ritsma vanaf het volgende seizoen zelfstandig verder te gaan met een eigen "ploeg": Team Sitel.nl. Op 27 juli 2005 was de persconferentie waarin het team zich voorstelde. Samen met coach en fysiotherapeut Jillert Anema en masseur John Postma bereidt hij zich op een individueel trainingsprogramma voor op de aanstaande winterspelen. Ook maakte hij in dat seizoen deel uit van de ploegenachtervolging tijdens de World Cup.
Op 27 december 2005 bij het olympisch kwalificatietoernooi 2006 eindigden Carl Verheijen, Kramer en Bob de Jong op beide afstanden op het podium. Ritsma kwam via een nieuw pr op de 5000 meter nog dichtbij, maar strandde op de vierde plek, nog voor de voormalige olympische kampioenen Gianni Romme en Jochem Uytdehaage. Omdat er zich maar acht mannen plaatsten op individuele afstanden mochten Ritsma en Mark Tuitert mee naar Turijn voor de ploegenachtervolging.
Toen Ritsma op 29 januari 2006 in Utrecht bij het NK Allround 2006 tweede werd en als reserve meekon naar het WK in Calgary, bedankte hij. Dat besluit was een protest tegen de gehanteerde selectiemethode en de beperkte reclamemogelijkheid voor zijn sponsor. Tijdens het Nederlands kampioenschap allround zouden oorspronkelijk twee tickets voor het WK worden weggegeven, maar na de afzegging van Carl Verheijen werd die procedure veranderd en plaatste alleen Nederlands Kampioen Tuitert zich. Enkele dagen later trok Verheijen zich terug omdat hij zich niet fit genoeg voelde. Tweede reserve De Jong kampte met een keelontsteking, maar was tijdig hersteld. TVM-coach Gerard Kemkers vond Ritsma's besluit "onbegrijpelijk" en "jammer". "Het selectieproces verdient inderdaad niet de schoonheidsprijs. Over het niet-deelnemen van Verheijen eerder aan de NK allround is er in de communicatie wat misgegaan tussen mij en de Topsport Commissie. Dat moeten we zeker nog eens goed evalueren.". In een interview met dagblad De Pers vertelde Ritsma op 8 februari 2008 dat hij in die korte tijd bij TVM niets heeft geleerd. Hij zou te weinig technische feedback hebben gekregen, Kemkers zou te veel waarde aan krachttrainingen hebben gegeven en zijn groepsvisie zou een drama zijn geweest.
Tijdens de Winterspelen 2006 was Ritsma vlaggendrager en tevens deelnemer voor het nieuwe onderdeel ploegenachtervolging. In de eerste omloop nam hij samen met Mark Tuitert en Carl Verheijen het op tegen het Noorse team Eskil Ervik, Øystein Grødum en Håvard Bøkko. Vanaf de kwartfinale kwam Ritsma niet meer in actie. De kans op goud vervloog toen Kramer in de halve finale tegen Italië onderuit ging. Het team haalde een bronzen medaille.

### De laatste jaren
Zonder sponsor begon hij aan het seizoen 2006-2007. Aan zijn marathonavontuur in oktober had hij een sponsor overgehouden, namelijk BlauweStad.nl. Ritsma benaderde zijn oude trainingsmaat Gerard van Velde om bij zijn ploeg aan te sluiten en sindsdien schaatsten ze beide voor de BlauweStad.nl-schaatsploeg. Op het NK Allround 2007 in Thialf werd hij zesde, achter Wouter Olde Heuvel, wat betekende dat hij buiten de internationale wedstrijden viel. Hij heeft hierna op zijn website aangekondigd nog één jaar door te willen gaan na de Winterspelen van 2006 in Turijn. De laatste wereldbekerwedstrijd reed hij op 3 februari 2007 in Turijn op het onderdeel ploegenachtervolging.
Aan het begin van seizoen 2007/2008 stond hij desondanks alweer op het Thialf ijs en verzorgde hij eenmalig als analyticus voor de NOS de NK Afstanden 2008 omdat hij zich hiervoor niet wist te plaatsen. Voor de NK Afstanden reed Ritsma tijdens de selectiewedstrijden de 5000 meter, maar werd hier zestiende in een tijd van 6.44,46. Om zich te plaatsen moest hij namelijk bij de eerste tien rijden. Op het NK Allround 2008 eindigde hij teleurstellend als 20e, met als beste resultaat een vijftiende positie op de vijf kilometer. Om toch dit seizoen actief te blijven schaatsen besloot Ritsma te gaan marathonschaatsen op natuurijs. Dit werd op 17 januari 2008 bekendgemaakt door zijn coach Anema. De bedoeling is dat hij op 30 januari 2008 het NK over 100 kilometer rijdt op de Oostenrijke Weissensee. Daar ging Ritsma tot de tachtigste kilometer mee. Door een scheur in het ijs, moest hij verder met een kromme schaats. Toch was dat volgens Ritsma niet de reden dat hij uitstapte.

### Afscheid
Op 28 mei 2008 maakte Ritsma in De Telegraaf bekend dat hij bij de Nederlandse bob- en sleebond BSBN topsportcoördinator of topsportmanager kan worden en dat er dan aan zijn schaatscarrière mogelijk een einde komt. Wel kwamen er nog een aantal vervolggesprekken en werd het pas definitief bij het accepteren van deze baan. Echter, op initiatief van de KNSB kwam er in september een speciale commissie die de structuur moest onderzoeken en maakte Ritsma op 23 september 2008 bekend te stoppen met langebaanschaatsen, mede vanwege rugklachten. Een dag later reed Ritsma zijn laatste rondje op skeelers bij FlevOnice in Biddinghuizen. In een interview met De Pers gaf Ritsma aan dat hij zonder de rugklachten nog wel vier jaar had doorgeschaatst. Kramer, opvolger van Ritsma als beste allrounder, is De Beer dankbaar voor alles wat hij voor het (commerciële) schaatsen heeft betekend en vond het "niet leuk" om Ritsma tijdens een trainingswedstrijd in Erfurt "naar de kloten" te rijden.
Tijdens het NK Afstanden 2009 liet Mart Smeets op de slotdag, zondag 2 november, twee keer een kwartier een interview zien dat hij hield met Ritsma in een plaatselijk café in Lemmer. Tijdens dat gesprek blikte hij met hem terug op zijn carrière als langebaanschaatser. Zo vertelde hij dat het schaatsjaar 1994 het mooiste vond vanwege zijn wereldrecord op de 1500 meter.
Op 10 januari 2009 werd er tijdens het EK Allround 2009 een officieel afscheidsfeest gevierd in Thialf waarbij Jochem Uytdehaage bekendmaakte dat er een speciale "Hall of Fame" wordt ingericht en Ritsma het eerste bronzen gezicht krijgt. Het publiek gooide tijdens de erehaag van bekende schaatsers en oud-schaatsers beren op het ijs. Daarnaast werd Ritsma benoemd tot erelid van schaatsbond KNSB. Anema maakte een week later via KNSB.nl bekend dat er van zijn hand een boek is verschenen, getiteld ’t Is een familie - Het langste seizoen ooit waarin hij zijn ervaringen van het seizoen 1997/1998 heeft opgetekend.

### Na het schaatsen
Op 27 september 2008 presenteerde de Bob- en Slee Bond Nederland (BSBN) in Papendal Ritsma als teammanager. Tot en met de Olympische Winterspelen van 2010 blijft hij bij de Nederlands bobslee- en skeletonteam als teammanager van Team NL. Hij gaat dit doen samen met begeleiders van Eurotech, een bedrijf in machine- en apparatenbouw.
Op 4 oktober 2011 werd bekend dat Ritsma aan de slag gaat als ambassadeur van iSkate. Daar wordt hij betrokken bij de verdere ontwikkeling van de BGG schaatsacademie waarin APPM en Team Anker gaan samenwerken. Met ingang van seizoen 2013/2014 krijgt Jan Ykema versterking van Ritsma die bij het Gewest Friesland zijn stage zal lopen voor zijn trainerskwalificatie.
Op 11 december 2011 liet Ritsma weten mee te doen aan de extreme schaatswedstrijden van Crashed Ice begin februari in Valkenburg. In januari 2011 deed hij al eens mee met Gerard van Velde, Annemarie Thomas en Falko Zandstra. Nu traint hij alleen onder leiding van Ab Krook en assistent-coach Zandstra. Daar wist hij zich bij de beste 64 schaatsers te rijden waarmee hij zich bij de beste 128 deelnemers voegde die vrijdagavond in de eliminatieronde gaan uitmaken wie de finalewedstrijden gaan rijden. In de eerste run noteerde Ritsma een tijd van 1.08,11 die was goed voor een plek in de middenmoot. In de tweede run nam Ritsma wat meer risico en was dan ook vier seconden sneller (1.04,33). Met die tijd kwalificeerde hij zich als 54ste voor de ronde met professionals.
Ritsma ontving op 7 januari 2017 uit handen van Ard Schenk de KNSB oeuvreprijs. Hij was de vierde persoon ooit die deze ontving, na Sjoukje Dijkstra, Schenk en Bob de Jong.
Eind 2019 was Ritsma te zien in het RTL 4-programma The Masked Singer, waarin hij gemaskerd als Springbok de zangwedstrijd aan ging. In het seizoen 2019/2020 is hij te zien als teamcaptain in het AVROTROS-programma De IJzersterkste waarin BN'ers gaan langebaanschaatsen op professionele wijze.
Op 4 oktober 2022 werd bekend dat Ritsma als bondscoach voor de teamonderdelen ploegenachtervolging, massastart en teamsprint de opvolger is van Jan Coopmans.

## Records

### Persoonlijke records
| Afstand       | Tijd     | Datum            | Baan           |
| ------------- | -------- | ---------------- | -------------- |
| 500 meter     | 35,90    | 20 februari 1999 | Calgary        |
| 1000 meter    | 1.10,19  | 20 februari 1999 | Calgary        |
| 1500 meter    | 1.45,86  | 19 februari 2002 | Salt Lake City |
| 3000 meter    | 3.49,29  | 11 maart 2004    | Calgary        |
| 5000 meter    | 6.20,26  | 19 november 2005 | Salt Lake City |
| 10.000 meter  | 13.28,19 | 17 februari 1998 | Nagano         |
| Achtervolging | 3.41,63* | 12 november 2005 | Calgary        |

* samen met Jochem Uytdehaage en Remco olde Heuvel

### Wereldrecords
| Nr. | Afstand        | Tijd    | Datum            | Baan       |
| --- | -------------- | ------- | ---------------- | ---------- |
| 1.  | 1500 meter     | 1.51,60 | 8 januari 1994   | Hamar      |
| 2.  | Grote vierkamp | 156,201 | 9 januari 1994   | Hamar      |
| 3.  | 1500 meter     | 1.48,88 | 20 december 1997 | Heerenveen |
| 4.  | Grote vierkamp | 152,651 | 7 februari 1999  | Hamar      |

#### Wereldrecords laaglandbaan (officieus)
| Nr. | Afstand    | Tijd    | Datum            | Baan       |
| --- | ---------- | ------- | ---------------- | ---------- |
| 1.  | 1500 meter | 1.51,60 | 7 januari 1994   | Hamar      |
| 2.  | 1500 meter | 1.49,58 | 6 december 1997  | Heerenveen |
| 3.  | 1500 meter | 1.48,88 | 20 december 1997 | Heerenveen |

### Adelskalender
Rintje Ritsma heeft twee periodes aan de top van de Adelskalender gestaan: eerst van 7 januari 1994 tot 16 februari 1994 (40 dagen) en een tweede keer van 7 februari 1997 tot 26 januari 2000 (1.085 dagen). In totaal heeft Rintje Ritsma 1.125 dagen aan de top van de Adelskalender gestaan.
Hieronder staan de persoonlijke records (PR's) waarmee Rintje Ritsma aan de top van de Adelskalender kwam en de PR's die hij had staan toen hij van de eerste plek verdreven werd. Tevens zijn de gegevens weergegeven van de schaatsers die voor en na hem aan de top van de lijst stonden.
| Datum      | 500 m | 1500 m  | 5000 m  | 10.000 m | Punten  | Voorganger / Opvolger |
| ---------- | ----- | ------- | ------- | -------- | ------- | --------------------- |
| 04-12-1993 | 38,17 | 1.52,53 | 6.35,53 | 13.43,54 | 156,410 | Johann Olav Koss      |
| 07-01-1994 | 37,30 | 1.52,81 | 6.39,46 | 13.47,14 | 156,206 |                       |
| 08-01-1994 | 37,30 | 1.51,60 | 6.39,46 | 13.47,14 | 155,803 |                       |
| 16-02-1994 | 37,98 | 1.51,29 | 6.34,96 | 13.43,54 | 155,749 | Johann Olav Koss      |
| 20-02-1994 | 37,98 | 1.51,29 | 6.34,96 | 13.30,55 | 155,100 | Johann Olav Koss      |
| 07-02-1997 | 37,30 | 1.49,58 | 6.35,89 | 13.47,14 | 154,772 |                       |
| 20-02-1999 | 35,90 | 1.47,57 | 6.25,55 | 13.28,19 | 150,721 |                       |
| 26-11-2000 | 37,42 | 1.48,15 | 6.18,72 | 13.03,40 | 150,521 | Gianni Romme          |

## Resultaten
| Jaar | NK Afstanden                             | NK Allround             | NK Sprint                | EK Allround      | Olympische Spelen           | WK Afstanden            | WK Allround         | WK Sprint               | Wereld Beker               | WK Junioren          |
| ---- | ---------------------------------------- | ----------------------- | ------------------------ | ---------------- | --------------------------- | ----------------------- | ------------------- | ----------------------- | -------------------------- | -------------------- |
| 1988 | -                                        |                         |                          |                  |                             |                         |                     |                         |                            | 5e (15e, 7e, 9e, 4e) |
| 1989 | 23e 500m 16e 1500m 12e 5000m             |                         |                          |                  |                             |                         |                     |                         |                            | · (29e, , 8e, )      |
| 1990 | 11e 500m 8e 1500m 9e 5000m 15e 10.000m   | 5e (8e, 5e, 6e, 5e)     |                          |                  |                             |                         |                     |                         |                            |                      |
| 1991 | 4e 1500m 4e 5000m 6e 10.000m             | 7e (12e, 5e, 12e, 6e)   |                          |                  |                             |                         |                     |                         | 13e 1500m                  |                      |
| 1992 | 5e 1000m · 1500m · 6e 5000m · 7e 10.000m | · (, , 4e)              |                          | · (4e, 6e, , 6e) | 27e 500m 12e 1000m 4e 1500m |                         | 5e (5e, 8e, 8e, 6e) | -                       | 4e 1500m 11e 5k/10k        |                      |
| 1993 | 500m · 1500m · 5000m · 10.000m           | · (, 5e, , 5e)          |                          | · (, 4e, , )     |                             |                         | · (, 4e, , 4e)      | -                       | 1500m · 5k/10k             |                      |
| 1994 | 1500m · 5000m · 10.000m                  | · (, 4e, , )            |                          | · (, , 4e)       | 1500m · 5000m · 7e 10000m   |                         | · (8e, 6e, 4e, 4e)  | -                       | 27e 1000m · 1500m · 5k/10k |                      |
| 1995 | 1500m · 5000m · 10.000m                  | · (, 6e, , )            |                          | · (, )           |                             |                         | · (, 5e, , )        | -                       | 1500m · 5k/10k             |                      |
| 1996 | 1500m                                    | · (, )                  |                          | · (7e, , )       |                             | 8e 5000m 10e 10.000m    | · (, )              | -                       | 8e 1500m · 5k/10k          |                      |
| 1997 | -                                        | · (, )                  |                          | · (, )           |                             | 1500m · 5000m · 10.000m | 5e (9e, 7e, 5e, 7e) | -                       | 1500m · 5k/10k             |                      |
| 1998 | 1500m · 5000m                            |                         |                          | · (, )           | 1500m · 5000m · 10.000m     | 4e 1500m · 5000m        | · (4e, , )          | -                       | 1500m · 4e 5k/10k          |                      |
| 1999 | 1500m · 5000m · 4e 10.000m               |                         | 4e · (4e, , 5e, )        | · (, , 9e)       |                             | 1500m · 18e 5000m       | · (4e, 6e, , 4e)    | 19e (17e, 9e, 27e, 14e) | 1500m · 5e 5k/10k          |                      |
| 2000 | -                                        | · (, , 5e)              |                          | · (, 4e, 4e, 6e) |                             | -                       | · (7e, 6e, 5e, 7e)  | -                       | 1500m · 4e 5k/10k          |                      |
| 2001 | 11e 1000m · 5e 1500m · 5000m             | NC22 (24e, 13e, 9e, -)  |                          | -                |                             | 13e 1500m               | · (5e, 7e, , )      | -                       | 1500m · 9e 5k/10k          |                      |
| 2002 | 9e 1000m · 1500m · 5000m                 | NC23 · (, 15e, -, -)    | 12e (13e, 11e, 13e, 12e) | -                | 9e 1500m                    |                         | -                   | -                       | 12e 1500m 16e 5k/10k       |                      |
| 2003 | 11e 1500m 6e 5000m                       | · (8e, 6e, 4e, )        |                          | · (8e, , 4e, )   |                             | -                       | · (11e, , 5e, )     | -                       | -                          |                      |
| 2004 | 13e 5000m                                | 9e (10e, 12e, 10e, 10e) |                          | -                |                             | -                       | -                   | -                       | -                          |                      |
| 2005 | 25e 1500m 10e 5000m                      | 7e (6e, 12e, 13e, 8e)   |                          | -                |                             | -                       | -                   | -                       | -                          |                      |
| 2006 | 22e 1500m 4e 5000m                       | · (5e, , 11e, )         |                          | -                | achtervolging               | -                       | -                   | -                       | 15e 5k/10k                 |                      |
| 2007 | 20e 5000m                                | 6e (16e, 5e, 21e, 5e)   |                          | -                |                             | -                       | -                   | -                       | achtervolging              |                      |
| 2008 | -                                        | NC20 (19e, 15e, 22e, -) |                          |                  |                             |                         |                     |                         |                            |                      |

- = geen deelname
(#, #, #, #) = afstandspositie op allroundtoernooi (500m, 5000m, 1500m, 10.000m). Junioren: (500m, 3000m, 1500m, 5000m) 

### Wereldbekerwedstrijden
Op 1 december 2013 won Sven Kramer in Astana zijn dertigste wereldbekerwedstrijd, waarmee hij Ritsma voorbijging als beste Nederlander.
| Jaar | 1500m                   | 5k/10k                | achtervolging |
| ---- | ----------------------- | --------------------- | ------------- |
| 1991 | 17e, 20e, 22e, 9e, -,   |                       |               |
| 1992 | 4e, , , 10e, 10e        | -, 20e*, 7e, 14e,     |               |
| 1993 | , , 4e                  | , 4e, , , 9e, 8e*     |               |
| 1994 | 4e, , 5e, ,             | , *, , 4e, 4e, 5e*    |               |
| 1995 | 5e, , , 5e, , , 6e      | , , 7e*               |               |
| 1996 | 5e, 4e, 5e, 4e, 8e, 12e | , 4e, , *             |               |
| 1997 | , , -, -, 5e,           | , , -*, 6e,           |               |
| 1998 | 4e, , 4e, , , -         | 5e, 4e, 6e, *, , -    |               |
| 1999 | 7e, , 6e, -,            | , 16e*, , -,          |               |
| 2000 | 6e, , 17e, 6e,          | 4e, 6e*, 13e, , 4e    |               |
| 2001 | , , 16e, 16e            | , -*, 4e, -, 16e      |               |
| 2002 | 5e, 11e, -, -, 6e, 10e  | , 12e, 20e, -, -      |               |
| 2006 |                         | 12e, 13e, -*, 15e, 8e | , -, -        |

- = geen deelname
* = 10.000m

### Medaillespiegel
| Kampioenschap              | Goud | Zilver | Brons |
| -------------------------- | ---- | ------ | ----- |
| NK Afstanden               | 11   | 5      | 3     |
| NK Allround wedstrijden    | 7    | 12     | 7     |
| NK Allround eindklassement | 2    | 4      | 3     |
| EK Allround wedstrijden    | 12   | 8      | 8     |
| EK Allround eindklassement | 6    | 2      | 2     |
| Olympische Spelen          | 0    | 2      | 4     |
| Wereldbeker wedstrijden    | 29   | 20     | 14    |
| Wereldbeker eindklassement | 6    | 0      | 4     |
| WK Afstanden               | 2    | 2      | 1     |
| WK Allround wedstrijden    | 3    | 8      | 6     |
| WK Allround eindklassement | 4    | 2      | 3     |
| WK Junioren wedstrijden    | 0    | 2      | 0     |
| WK Junioren eindklassement | 0    | 1      | 0     |
|                            |      |        |       |
| Totaal                     | 82   | 68     | 55    |

## Onderscheidingen
- 1999 - Oscar Mathisen-trofee
- 1999 - Officier in de Orde van Oranje-Nassau
- 2009 - KNSB-erelid
- 2014 - Fanny Blankers-Koen Carrièreprijs
- 2017 - KNSB oeuvreprijs

## Trivia
- Als hobby reed hij op een BMW 130i Cup en sinds april 2009 op de 1000 cc Superbike-motor waar hij een racelicentie voor kreeg.[31] In januari 2011 deed hij mee aan Crashed Ice.[32]
- Ritsma is van beroep verkoper van pellet-kachels.
- Hij nam in 2014 deel aan de Dakar-rally.[33]
- De oud-schaatser is een van de initiatiefnemers van de Coolste Baan van Nederland, een ijsbaan die in februari 2014 en maart 2018 in het Olympisch Stadion van Amsterdam was.
- Tot de ISU WK Afstanden van 2016 in Kolomna was Ritsma de oudste Friese wereldkampioen schaatsen. In de Russische stad nam Arjan Stroetinga die titel van hem over met zijn zege op de ploegenachtervolging.
- Grootvader Ritsma was schipper van het Lemster skûtsje van het SKS skûtsjesilen.
- In 2022 deed hij mee met het tv-programma Quiz met (sneeuw)Ballen dat werd uitgezonden in de aanloop naar de Olympische Winterspelen in Peking. Zijn team werd uitgeschakeld in de poulefase, maar hij stond zelf wel in de halve finale en ook in de finale. Hij nam deze twee rondes over van Nicolien Sauerbreij die voor de halve finale positief werd getest op corona en daarom de opnames van deze twee afleveringen niet kon bijwonen.